# Bell 207 Sioux Scout
El Bell 207 Sioux Scout fue un helicóptero Bell 47 modificado, desarrollado por la Bell Helicopter bajo contrato del Ejército de los Estados Unidos, como un demostrador de concepto para el diseño de helicóptero artillado Bell D-255, presentando una cabina en tándem, alas embrionarias y una torreta armada montada a barbilla.

## Diseño y desarrollo

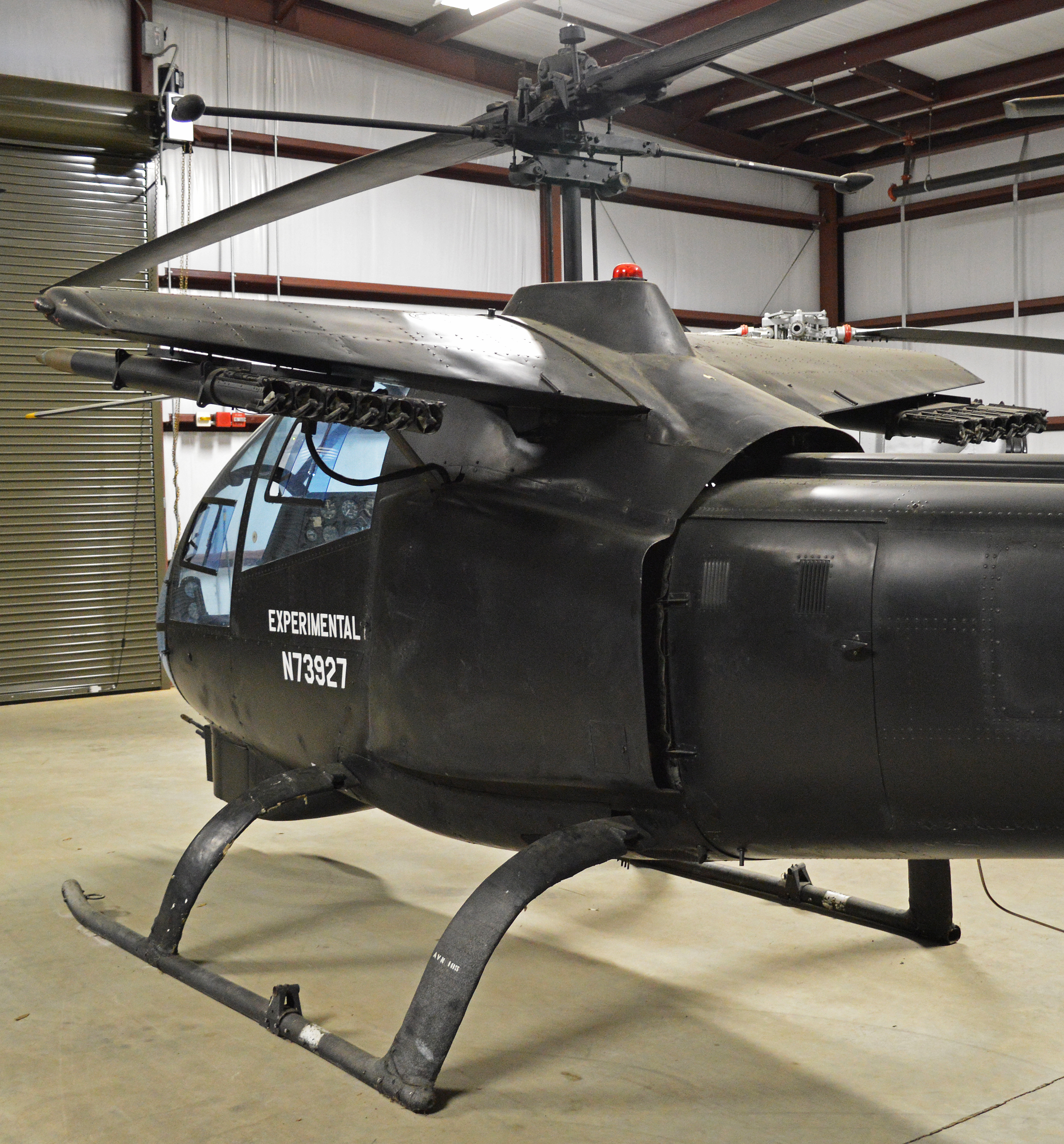
Bell 207 Sioux Scout

Tras un desarrollo de varios años, Bell exhibió la maqueta de su "D-255 Iroquois Warrior" a oficiales del Ejército en junio de 1962, esperando solicitar fondos para un desarrollo adicional. El D-255 fue planeado para ser una aeronave de ataque exprofeso, basada en la estructura y componentes dinámicos del UH-1B con un nuevo y esbelto fuselaje y una cabina biplaza en tándem, presentando un lanzagranadas en una torreta de bola en el morro, un contenedor con un arma de 20 mm montado en la panza, y alas embrionarias para montar cohetes o misiles contra carro SS.10.
Le fue concedido un contrato de prueba de concepto a Bell, en diciembre de 1962, por el Model 207 Sioux Scout, que era, en esencia, un nuevo fuselaje delantero y las partes dinámicas del Bell 47G-3 adaptadas a un fuselaje central y trasero de Bell 47J. El Sioux Scout incluía todas las características clave de un moderno helicóptero artillado (una cabina en tándem, alas embrionarias para armamento, y una torreta artillada montada a barbilla). La cabina en tándem emplazaba al artillero en el asiento delantero inferior y al piloto en el trasero, presentando controles de vuelo ambas posiciones. La posición del artillero presentaba una mira y los controles de la torreta localizados en el centro, así que los controles de vuelo fueron desplazados al lateral de la cabina delantera. El artillero controlaba una torreta artillada montada a barbilla con dos ametralladoras M60 de 7,62 mm. Las alas embrionarias sostenían depósitos externos de combustible.
Volado por primera vez en julio de 1963, el Bell 207 demostró una maniobrabilidad mejorada sobre el Bell 47/OH-13, derivada de las alas embrionarias. Una variedad de diferentes alas, cubiertas y superficies de cola fue probada en el 207 antes de que fuera devuelto a los pilotos del Ejército en Fort Benning, Georgia, para realizar pruebas adicionales, al final de 1963. Tras la evaluación del Sioux Scout a principios de 1964, el Ejército estaba impresionado, pero también creía que era pequeño, falto de potencia y, en general, no era adecuado para un uso práctico.
Más tarde, en 1964, el Ejército solicitó propuestas para su Sistema Aéreo de Apoyos de Fuego Avanzado (AAFSS). En respuesta, Bell propuso el D-262 (Model 209), una versión más pequeña del D-255, haciendo uso del motor T53 del UH-1. Sin embargo, el Bell D-262 no fue seleccionado como finalista en la competición, que fue ganada por el fracasado Lockheed AH-56 Cheyenne. A pesar de perder la competición AAFSS, el Model 209 alcanzó un gran éxito como el Bell AH-1 Cobra.

## Operadores
Estados Unidos
- Ejército de los Estados Unidos

## Especificaciones

### Características generales
- Tripulación: Dos (piloto y artillero).
- Diámetro rotor principal: 11,28 m
- Planta motriz: 1× motor opuesto de seis cilindros refrigerado por aire y con compresor Lycoming TVO-435-A1A.
  - Potencia: 195 kW (261 hp)

### Rendimiento
- Alcance: 321,9 km

### Armamento
- Ametralladoras: 

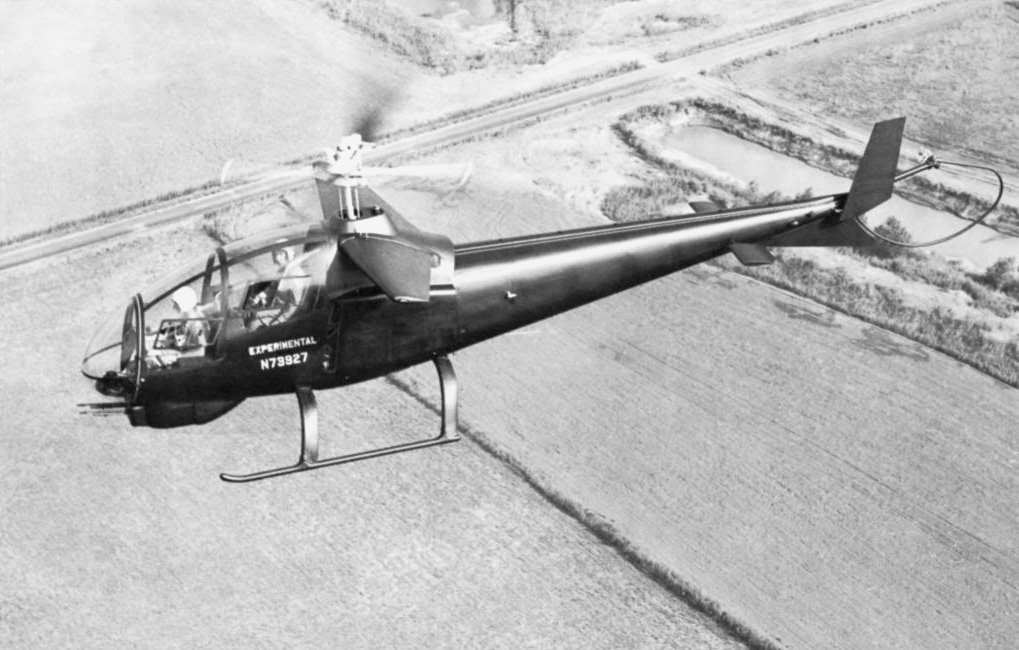
Único prototipo (N73927) del Bell 207.

  - 2x M60 de 7,62 mm en torreta Emerson Electric TAT-101.

### Desarrollos relacionados
- Bell 47
- AH-1 Cobra

### Aeronaves similares
- Hiller OH-23 Raven
- Hughes 300/TH-55

### Secuencias de designación
- Secuencia Numérica (interna de Bell): ← 204 - 205 - 206 - 207 - 208 - 210 - 211 →